# 接下來是倫理課
《接下來是倫理課》是雨瀨栞所創作的日本漫畫。2020年宣布改編為真人電視劇，由山田裕貴主演，2021年1月16日至3月13日播映。
本作在2018年《下一部人氣漫畫大賞》排名紙本漫畫類別第7名，在2021年全國書店店員推薦漫畫排行第14名。

## 故事概要
「倫理，是一門不學將來也不會有什麼困擾的學問，不像地理歷史很少在生活中接觸到，也沒有數學那樣的泛用性，或英語的實用性，這個課堂所教導的知識基本沒有作用。要說這些知識常用在什麼場面，那可能是將死之時等情況。倫理基本用在自己孤單一人的時候，宗教是什麼，思考更好的生活方式，幸福是什麼，關於性別，生命是什麼。」
高柳是高中教授選修課堂「倫理課」的青年男性教師，他在課堂上向學生傳授哲學探討人際相處之道與個人抱持的生活原則，同時留意每位選修該堂課的學生的狀況，視情況作出引導。這些哲學進一步延伸至學生們週圍的生活，令學生們開始透過哲學探索自身的價值觀與決定自身的方向。

## 登場角色
高柳
本作主角。擔任高中選修課堂「倫理課」的青年男性教師，在校兼負責教授政治經濟學。外型看似冷漠，實則關切著學生，對哲學理論涉獵廣泛，經常以哲學理論和經驗引導學生理解自身問題，從中找出解答，但同時留意著著師生互動界線。自述會抽菸的起因是某次為了和抽菸區的教師交流。由於過去和妻子的婚姻以離婚收場，已無再婚的意願。

## 出版書籍
| 卷數 | 集英社         | 集英社                 | 東立出版社    | 東立出版社             |
| 卷數 | 發售日期       | ISBN                   | 發售日期      | ISBN                   |
| ---- | -------------- | ---------------------- | ------------- | ---------------------- |
| 1    | 2017年11月22日 | ISBN 978-4-08-890791-8 | 2019年11月8日 | ISBN 978-957-26-3616-9 |
| 2    | 2018年6月19日  | ISBN 978-4-08-891056-7 | 2020年8月27日 | ISBN 978-957-26-3617-6 |
| 3    | 2019年4月19日  | ISBN 978-4-08-891261-5 | 2022年4月21日 | ISBN 978-957-26-3618-3 |
| 4    | 2020年2月19日  | ISBN 978-4-08-891487-9 | 2022年6月10日 | ISBN 978-957-26-7112-2 |
| 5    | 2020年12月18日 | ISBN 978-4-08-891740-5 | 2023年8月11日 | ISBN 978-626-347-236-5 |
| 6    | 2021年6月18日  | ISBN 978-4-08-892024-5 |               |                        |
| 7    | 2022年6月17日  | ISBN 978-4-08-892348-2 |               |                        |
| 8    | 2023年8月18日  | ISBN 978-4-08-892808-1 |               |                        |
| 9    | 2024年5月17日  | ISBN 978-4-08-893370-2 |               |                        |

## 電視劇

### 演員表
- 高柳：山田裕貴
- ：茅島水樹
- 谷口恭一：池田優斗
- 間幸喜：渡邊蒼
- 深川時代：池田朱那
- 近藤陸：川野快晴
- 山野亮太：浦上晟周
- 高崎由梨：吉柳咲良
- 都幾川幸人：板垣李光人
- 曾我涼馬：犬飼直紀
- 田村創：杉田雷麟
- 南香緒里：中田青渚
- ：成河
- 梅澤：川島潤哉
- 桐谷：三上市朗
- 藤川：梅舟惟永
- 松田：田村健太郎
- 幸喜的母親：陽月華

## 外部連結
- 漫畫官方網站（日語）
- 電視劇官方網站（日語）